# Hoàn Nhan Trọng Nguyên
Hoàn Nhan Trọng Nguyên (chữ Hán: 完顏仲元, ? – ?), vốn dĩ họ Quách, người Trung Đô, là tướng lĩnh cuối thời nhà Kim.

## Tiểu sử

### Tòng quân dựng nghiệp
Năm Đại An đầu tiên (1211) thời Kim Vệ Thiệu Vương, Thành Cát Tư Hãn của Đế quốc Mông Cổ dẫn đại quân tiến đánh Trung Đô, tướng Kim là Lý Hùng mộ binh kháng Mông, Trọng Nguyên và A Lân Câu tòng quân và nhiều lần lập công. Đến năm Trinh Hựu thứ 3 (1215) thời Kim Tuyên Tông, hai người đều được phong là Tiết độ sứ. Trọng Nguyên là Tiết độ sứ Vĩnh Định quân, được ban họ Hoàn Nhan. Thời đó quân của Trọng Nguyên rất hùng mạnh. Để phân biệt với A Lân, người ta gọi ông là Quách đại tướng công có "Quân mũ hoa". Ít lâu sau Trọng Nguyên kiêm thêm chức Tuyên phủ sứ lộ quân Vĩnh Định. Tháng 8 làm Tri phủ Hà Gian, đổi là Tri phủ Tế Nam kiêm Tuyên phủ phó sứ đông lộ Sơn Đông.  
Năm Trinh Hựu thứ 4 (1216), Sơn Đông thiếu lương, ba vạn quân Trọng Nguyên muốn chia nhau đóng quân ở Thiểm Hữu gần Hoàng Hà, còn dâng thư xin thêm quân, khôi phục lại kế sách Hà Sóc. Có chiếu cử Hậu Chí là Hành tỉnh vụ đến chỗ Trọng Nguyên và lệnh cho ông cứ đóng quân ở Sơn Đông, chờ khi thế quân dịu lại hẵng đưa quân đến gần sông cũng chưa muộn. Ít lâu sau lại cử Trọng Nguyên giữ chức Tuyên phủ phó sứ Hà Bắc.

### Trấn áp nghĩa quân
Khi đó có hơn một ngàn quân Áo hồng chiếm huyện Liên Thủy, Trọng Nguyên cử Lâu Thất cầm quân đánh dẹp, chém đầu mấy trăm người và bắt sống thủ lĩnh Quách Vĩ, thu hồi Liên Thủy. Tháng 10 năm đó, Trọng Nguyên đưa quân đến Lư Hóa và nhận chức Kinh lược sứ Thương Châu  kiêm Nguyên soái Hữu đô giám. Nhưng sau đó Đồng Quan thất thủ. Trọng Nguyên đưa quân đến Thương Châu, Quắc Châu, lại đến Tung Châu, Như Châu nhưng vẫn không lấy lại được Đồng Quan. Sau cùng phải dâng thư xin lưu giữ Lan Châu. 

### Đẩy lùi Nam Tống
Năm Hưng Định đầu tiên (1217) thời Kim Tuyên Tông, Trọng Nguyên là Kinh lược sứ Đan Châu và làm Tri phủ Quy Đức từ xa. Rồi ông đánh bại hai ngàn quân Tống ở Quy Sơn, còn thắng hơn một ngàn kị binh và bộ binh ở Vu Thai. Đánh tan quân Áo hồng ở cảng Bạch Lý, bắt rồi lại thả hơn một vạn người dân. Quân Tống vây khốn Hải Châu, Trọng Nguyên đưa quân đến Cao Kiều, lệnh Hoàn Nhan A Lân cho kỵ binh vòng ra sau lưng quân Tống rồi trước sau kẹp đánh khiến quân Tống đành phải rút lui, nhờ vậy được ban thưởng đai vàng. Năm Hưng Định thứ 3 (1219), Trọng Nguyên phụng chiếu Kim Tuyên Tông đưa quân đồn trú tại Túc Châu, cùng Hữu đô giám Hột Thạch Liệt Đức Nhất khởi sự phụ trách Soái phủ. Năm Hưng Định thứ 4 (1220), ông nhậm chức Tiết độ sứ Bảo Tĩnh quân, khuyến khích việc nhà nông. Năm Hưng Định thứ 5 (1221), ông lên làm Tiết độ sứ Trấn Nam. 

### Cố thủ Phượng Tường
Năm Nguyên Quang đầu tiên (1222), quân Mông Cổ tiến đánh Thiểm Tây, Trọng Nguyên lúc này đang giữ chức Tri phủ Phượng Tường phụ trách phòng thủ nơi đây. Phượng Tường bị quân Mông Cổ bao vây. Hữu giám quân Thạch Trản Hợp Hỉ đưa quân đến cứu. Trọng Nguyên để Hợp Hỉ lo liệu việc quân. Hợp Hỉ khuyên ông nên ban thưởng quan tước nhằm nâng cao sĩ khí toàn quân, Trọng Nguyên chấp thuận ý kiến này. Nhờ vậy mà bộ tướng Nhan Trản Hà Ma lập nhiều chiến công nên được bổ nhiệm là Tiết độ sứ Thông Viễn quân. Sau khi Phượng Tường được giải vây, Trọng Nguyên dâng sớ nhận tội đã tiếm phong quan chức. Sau khi xét đến công trạng, Tuyên Tông bỏ qua chuyện đó và còn bổ nhiệm ông làm Hữu giám quân phủ Nguyên soái. Những năm Chính Đại thời Kim Ai Tông, Trọng Nguyên là Binh bộ Thượng thư, Vệ úy Hoàng thái hậu, ít lâu sau thì qua đời. Trọng Nguyên được hậu thế đánh giá là vị tướng trầm tĩnh và mưu lược. Lúc Nam độ, ông là danh tướng bậc nhất thời đó.